# Monroeville (Indiana)
Monroeville es un pueblo ubicado en el condado de Allen en el estado estadounidense de Indiana. En el Censo de 2010 tenía una población de 1235 habitantes y una densidad poblacional de 640,91 personas por km².

## Geografía
Monroeville se encuentra ubicado en las coordenadas 40°58′24″N 84°52′5″O / 40.97333, -84.86806. Según la Oficina del Censo de los Estados Unidos, Monroeville tiene una superficie total de 1.93 km², de la cual 1.93 km² corresponden a tierra firme y (0%) 0 km² es agua.

## Demografía
Según el censo de 2010, había 1235 personas residiendo en Monroeville. La densidad de población era de 640,91 hab./km². De los 1235 habitantes, Monroeville estaba compuesto por el 98.95% blancos, el 0% eran afroamericanos, el 0% eran amerindios, el 0% eran asiáticos, el 0.08% eran isleños del Pacífico, el 0.4% eran de otras razas y el 0.57% pertenecían a dos o más razas. Del total de la población el 1.86% eran hispanos o latinos de cualquier raza.